# Кузілі (Зав'яловський район)
Кузілі́ (рос. Кузили) — присілок в Зав'яловському районі Удмуртії, Росія.
Знаходиться на південний захід від присілка Леніно. Розташоване на невеликій лівій притоці Мужвайки, серед лісового масиву, біля північно-східного підніжжя гори Горіхової. На території присілка проводиться вирубка лісу для будівництва будинків та дач.

## Населення
Населення — 9 осіб (2010; 4 в 2002).
Національний склад станом на 2002 рік:
- росіяни — 75 %

## Історія
В XX столітті в селі на річці були зведені 2 греблі, які дозволили створити 2 ставки для розведення риби. Неподалік присілка знаходяться 4 джерела, які підтримують рівень ставків і забезпечують жителів водою.

## Урбаноніми[3]
- вулиці — Берегова, Жовтнева, Польова